# Sennefer (Hoherpriester)
Sennefer (Sn nfr) war ein altägyptischer Priester. Er war Hohepriester des Ptah in Memphis und Hohepriester in Heliopolis. Er ist von diversen Quellen bekannt. Es gibt zwei Kanopenkrüge von ihm, er erscheint auf einer Stele aus Sedment, auf einer Opfertafel und auf einem Block aus einem Grab in Saqqara, auf denen zahlreiche bedeutende Personen der ägyptischen Vergangenheit genannt werden. Auf der Opfertafel wird er zusammen mit dem Hohepriester des Ptah Pahemnetjer genannt, dem Hohepriester des Herischef Paser, dem Priester Hetep und dem General Ptahmai. Es werden keine verwandtschaftlichen Beziehungen angegeben. Von der Stele aus Sedment erfährt man, dass er eine Tochter namens Scheritre hatte, die wiederum mit einem Priester des Herischef verheiratet war. Die genaue Datierung des Sennefer ist unsicher, wahrscheinlich lebte er unter Hatschepsut oder Thutmosis III.